# Elze van den Ban

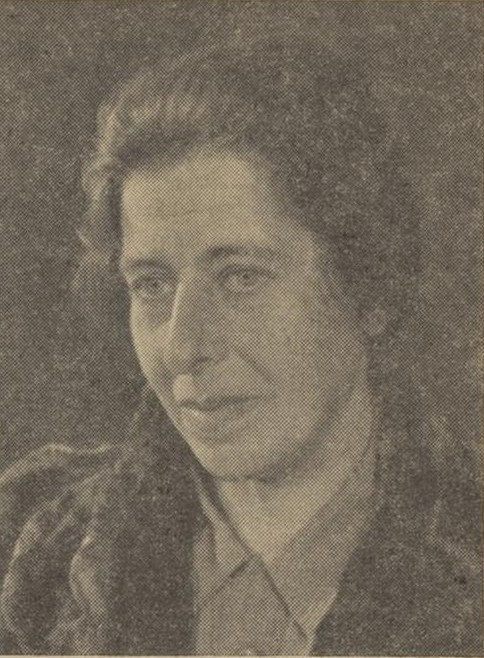
Elze van den Ban

Elizabeth Frederika van den Ban Elze, (Haarlem, 18 oktober 1894 - Haarlem, 25 december 1973) was een Nederlands stedenbouwkundige en hoofdingenieur Rijkswaterstaat. Van den Ban was de derde vrouw in Nederland die in Delft afstudeerde als civiel-ingenieur.

## Periode voor de 2e Wereldoorlog
Na haar afstuderen ging ze bij haar vader Jacob van den Ban op het architectenbureau aan het werk. Daarna had zij bijna een kwarteeuw een functie bij Provinciale Waterstaat van Noord-Holland als stedenbouwkundige. Van den Ban gaf wiskunde les op de Gemeente (meisjes-) H.B S. in Haarlem.  Ze zat in het bestuur van Vereniging van vrouwen met hogere opleiding VVAO van 1931 tot 1937 en was bij de oprichting afd Haarlem in 1937 voorzitter.

## De Tweede Wereldoorlog
In de oorlogsjaren maakte zij zich als ‘de dame uit Haarlem’ verdienstelijk voor verzetsgroep ‘Albrecht’ die Duitse verdedigingswerken langs de Nederlandse kust in kaart bracht en naar de geallieerden overseinde. Na de bevrijding kreeg Elze, net als alle andere leden, het boek ‘Albrecht meldt zich’ aangeboden met een persoonlijke titelpagina. Het boek toont onder andere organisatieschema’s waarin zij met haar codenaam vermeld staat.In 1946 werd ze secretaris van de Provinciale Commissie Oorlogs- of Vredesgedenkteekens afdeling Noord-Holland.

## Na de 2e Wereldoorlog
In 1949 werd Van den Ban als stedenbouwkundige bij de Dienst der Zuiderzeewerken aangesteld. en 1950 werd ze daar benoemd tot hoofdingenieur. Hiermee werd ze de eerste vrouwelijke hoofdingenieur bij Rijkswaterstaat. Ze werd hoofd van de afdeling Planologie. In die functie was zij verantwoordelijk voor de inrichting van het nieuwe land van de IJsselmeerpolders en richtte ze zich op het bewoonbaar maken van de polders. Ze wilde minder kleine dorpen, omdat de verwachting was dat er minder landarbeiders zouden komen. Daarbij dacht ze in de eerste plaats aan het welzijn van de bewoners. Ze pleitte ervoor om minder kaarsrechte wegen in de polders aan te leggen, om het landschap zo vriendelijker te maken voor de bewoners. Ook wilde ze in de polders meer bossen laten aanleggen en wilde ook strandjes langs de dijken van de randmeren. Tevens gaf ze lezingen over haar werk.

## Onderscheidingen
In 1955 werd ze onderscheiden als Officier in de Orde van Oranje Nassau. In Almere, Leiden, Heerhugowaard en Spijkenisse zijn er straten naar haar vernoemd.

## Familie
Van den Ban was een kleindochter van waterbouwkundig ingenieur Jan Kater.